# Agonita methneri
Agonita methneri es un coleóptero de la familia Chrysomelidae.
Fue descrita científicamente por primera vez en 1928 por Uhmann.